# گوسفندگویه
گوسفندگویه، روستایی از توابع بخش رحیم‌آباد شهرستان رودسر در استان گیلان ایران است.

## جمعیت
این روستا در دهستان رحیم آباد قرار دارد و براساس سرشماری مرکز آمار ایران در سال ۱۳۸۵، جمعیت آن ۷۴ نفر (۱۷خانوار) بوده‌است.